# Bràmids
Els bràmids són peixos que pertanyen a l'ordre dels perciformes, integrada per escassos representants, el més conegut dels quals als Països Catalans és la saputa.
Algunes espècies constitueixen una font important en l'alimentació humana, especialment Brama brama al sud d'Àsia.

## Morfologia

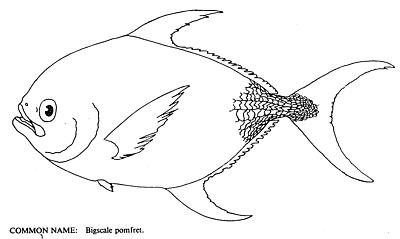
Taractichthys longipinnis

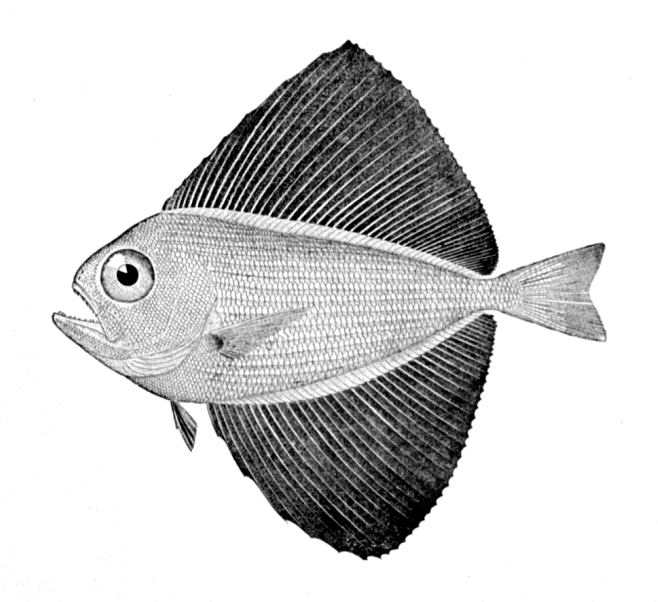
Pteraclis carolinus

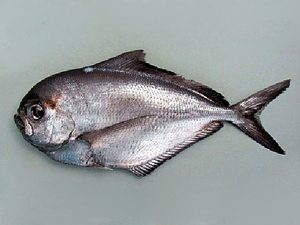
Saputa (Brama brama)

- Cos oval, comprimit lateralment i alt.

- Cap arrodonit.
- Cua falciforme
- El peduncle caudal és fort.
- Les escames apareixen en el cos i en el cap.
- Boca obliqua.
- Els ulls són ovals i grossos.
- Aletes dorsal i anal llargues, així com les pectorals que són punxegudes.
- Els primers radis de la dorsal són més alts que la resta.
- La caudal és escotada.[1]

## Distribució geogràfica
Se'ls troba als oceans atlàntic, Índic i Pacífic sud. També són comuns a la Mediterrània.

## Gèneres i espècies
Es classifiquen en vint espècies repartides en 8 gèneres:
- Gènere Brama (Bloch & Schneider, 1801) [2]
  - Brama australis (Valenciennes, 1837) [3][4]
  - Castanyola (Brama brama) (Bonnaterre, 1788) [5]
  - Brama caribbea (Mead, 1972) 
  - Brama dussumieri (Cuvier, 1831) 
  - Brama japonica (Hilgendorf, 1878) [6][7][7]
  - Brama myersi (Mead, 1972 ) 
  - Brama orcini (Cuvier, 1831) 
  - Brama pauciradiata (Moteki, Fujita & Last, 1995)
- Gènere Collybus
  - Collybus drachme (Snyder, 1904)
- Gènere Eumegistus (Jordan & Jordan, 1922 ) [8]
  - Eumegistus brevorti (Poey, 1860)[9]
  - Eumegistus illustris (Jordan i Jordan, 1922 )
- Gènere Pteraclis (Gronow, 1772 ) [10]
  - Pteraclis aesticola (Jordan & Snyder, 1901 ) [11]
  - Pteraclis carolinus (Valenciennes, 1833 ) [12]
  - Pteraclis velifera (Pallas, 1770 ) [13][14]
- Gènere Pterycombus (Fries, 1837 ) [15]
  - Pterycombus brama (Fries, 1837 ) [16]
  - Pterycombus petersii (Hilgendorf, 1878 ) [17]
- Gènere Taractes (Lowe, 1843)[18][19]
  - Taractes asper (Lowe, 1843)[20][21][22]
  - Taractes rubescens (Jordan & Evermann, 1887 ) [23]
- Gènere Taractichthys (Mead & Maul, 1958 ) [24]
  - Taractichthys longipinnis (Lowe, 1843)[25]
  - Taractichthys steindachneri (Döderlein, 1883 ) [26][27]
- Gènere Xenobrama
  - Xenobrama microlepis (Yatsu & Nakamura, 1989) .[28][29]